# مارجريت لورانس
جين مارجريت لورانس (1926-1987) كانت كاتبة روايات وقصص قصيرة، وهي واحدة من الشخصيات البارزة في الأدب الكندي. هي المؤسسة لمنظمة ائتمان كتّاب كندا، وهي منظمة أدبية غير ربحية تسعى لتشجيع الكتابة في المجتمع الكندي.

## السيرة الذاتية

### سنواتها الأولى
ولدت مارجريت لورانس باسم جين مارجريت ويميس في 18 يوليو 1926 في نيباوا، مانيتوبا. هي ابنة المحامي روبرت ويميس، وفيرنا جين سيمبسون. عُرفت باسم «بيغي» خلال طفولتها. ماتت والدتها عندما كانت بسن الرابعة، أتت بعدها خالتها، مارجريت سيمبسون، للاعتناء بالعائلة. وبعد مرور عام تزوجت مارجريت سيمبسون من روبرت ويميس. في عام 1933 تبنوا ولدًا اسمه روبرت. في 1935 عندما أصبحت لورانس بسن التاسعة، توفي والدها روبرت ويميس بسبب مرض ذات الرئة. انتقلت لورانس بعدها مع خالتها وشقيقها للعيش في منزل جدها. بقيت في نيباوا إلى أن أصبحت بسن الثامنة عشرة.

### التعليم
في 1944 تلقت تعليمها في كلية وينيبيغ المتحدة، في كلية الفنون وعلم اللاهوت المرتبطة بجامعة مانيتوبا التي أصبحت فيما بعد جامعة وينيبيغ. قدمت قبل الالتحاق طلبًا للحصول على منحة أكاديمية مقدمة بناءً على سجلها الأكاديمي وحاجتها المادية. في السنة الأولى لها في الكلية المتحدة درست لورانس في برنامج الفنون المتحررة الذي تضمن صفوفًا في الإنجليزية، والتاريخ، والأخلاق، وعلم النفس. كان اهتمام لورانس بالأدب الإنجليزي حاضرًا منذ دراستها الثانوية، واهتمامها بكتابة أعمالها الخاصة استمر في تعليمها الرسمي. خلال الأسابيع الأولى من الالتحاق في الجامعة كان لدى لورانس أعمال شعرية منشورة في مطبوعات جامعة مانيتوبا المونيتوبي. طرحت الكتاب تحت الاسم المستعار «ستيف لانكاستر»، وأشارت في وقت سابق أن الاسم كان كناية عن أفرون لانكاستر. من إنجازات لانكاستر الأخرى خلال عامها الأول هو الانضمام إلى النادي الإنكليزي، وهي منظمة للطلاب الكبار يُناقشون الشعر بإشراف البروفسور آرثر أل فيليبس. كانت هذه المرة الأولى لها بمجالسة أقرانها الذين كانوا مولعين بالأدب، وكانت هذه فرصة لها لتوسيع معرفتها كطالبة وكاتبة. «توني» هي نصف كافتيريا ونصف مقهى في قبو الكلية المتحدة، كان هذا المكان مهمًا لها لتبادل اهتماماتها الأدبية مع زملائها. قابلت هناك الأصدقاء وتناقشوا بالأدب؛ أما الكتّاب كانوا يشاركون أعمالهم مع المجموعة. لم تساهم سنوات لورانس في الجامعة بصقلها أكاديميًا فقط، بل وفرت الفرصة لها للتطور بشكل خلاق ومحترف.
أصبحت لورانس خلال هذه الفترة مرتبطة بالحركة الفكرية اليسارية «الإنجيل الاجتماعي»، التي بقيت مهمة لها حتى آخر حياتها. في سنواتها الأخيرة في الجامعة أصبح على لورانس عدد من المسؤوليات المتزايدة بينما كانت مستمرة بطبع أعمالها في الصحف المحلية. أصبحت مساعد محرر في «Vox»، مجلة الكلية المتحدة الأدبية وكانت رئيسة النشر في المجلس الطلابي. شجعت هذه الفرص لورانس على صقل موهبتها في الكتابة، وإعطائها الأدوات للعمل في الصحافة، وهذا ما عملت به بعد التخرج. أظهرت نجاحًا في مساعيها الأدبية المبكرة. خلال دراستها الجامعية نشرت لورانس 18 قصيدة، وثلاث قصص قصيرة، ومقالة نقدية.
تخرجت لورانس بإجازة في الآداب في الأدب الإنجليزي في عام 1947.

### حياتها الشخصية واللاحقة
بعد تخرجها من الكلية المتحدة، عملت في صحيفة مستقلة ذا وينيبيغ سيتيزين التي مُلكت مع المواطنين في إطار تعاوني. ليس بعد فترة طويلة من التخرج تزوجت من جاك فيرغوس لورانس، الذي كان يعمل مهندسًا. انتقلا إلى إنجلترا بسبب عمله (1949) وبعدها إلى المحمية البريطانية في الصومال البريطانية (1950-1952)، بما في ذلك المستعمرة البريطانية في جولد كوست (1952-1957).
ازداد إعجاب لورانس بإفريقيا وبتنوع سكانها، مما جعلها تجد التعبير في كتاباتها. كانت لورانس متأثرة بالأدب الشفوي الصومالي حيث بدأت بتسجيل وترجمة الشعر والقصص التقليدية، لتقوم بعدها بجمعها في عمل يحمل عنوان الشجرة المتعلقة بالفقر: الشعر والنثر الصومالي (1954). ستُوثق فيما بعد شهادتها في المحاولات التي دامت لمدة عامين في حفر الآبار في صحراء الصومال، ومراقبتها الحياة الاجتماعية للمغتربين والصوماليين، في مذكراتها التي صدرت عام 1963 تحت عنوان كاميل بيل.
في 1952 أنجبت لورانس ابنتها جوسلين أثناء إجازة في إنجلترا، أنجبت ابنها دايفد عام 1955 في غولدن كوست. غادرت العائلة غولدن كوست قبل أن تنال استقلالها كغانا في 1957. انتقلوا إلى فانكوفر، كولومبيا البريطانية حيث بقوا هناك خمس سنوات.
في 1962، انفصلت عن زوجها وانتقلت إلى لندن، إنجلترا لمدة عام. انتقلت بعدها إلى إيلم كوتاج (بنن، باكينغهامشير) حيث عاشت هناك لأكثر من عشر سنوات، على الرغم من أنها زارت كندا في كثير من الأحيان. انفصلت عن زوجها بشكل نهائي عام 1969. في ذلك العام أصبحت كاتبة في برنامج الإقامة في جامعة تورنتو. بعد سنوات قليلة انتقلت إلى سميث إنيسمور ليكفيلد، أونتاريو. اشترت مقصورة على نهر أوتونابي، بيتيربوروغ، حيث كتبت العرافين (1974) خلال فصل الصيف من 1971 إلى 1973. في 1978 كانت الموضوع في المجلس الوطني لأفلام كندا الوثائقي، مارجريت لورانس: السيدة الأولى في ماناواكا. عملت كرئيسة جامعة ترينت في بيتربورو من 1981 إلى 1983.

### وفاتها
في 1986 شُخصت إصابة لورانس بسرطان في الرئة في مرحلة متأخرة من تطور المرض. وفقًا لسيرة جايمس كينغ الذاتية، حياة مارجريت لورانس. كان تشخيص المرض خطيرًا، ومع انتشار المرض إلى مناطق أخرى في الجسم، لم يُوفر لها أي علاج سوى الرعاية التلطيفية. قررت لورانس أن الخيار الأفضل هو تجنب زيادة معاناتها ومعاناة عائلتها. انتحرت لورانس في منزلها في 8 ريجنت ستريت، ليكفيلد في 5 يناير عام 1987. عن طريق تناول جرعة زائدة من الأدوية. دُفنت في مسقط رأسها في مقبرة نيباوا، في نيباوا، مانيتوبا. تحول منزلها إلى متحف. حُفظت أوراقها الأدبية في أرشيف كلارا توماس في جامعة يورك في تورنتو، وفي جامعة ماكماستر في تقسيم ويليام ريدي لأرشيفات ومجموعات البحث في هاميلتون.

## مسيرتها الأدبية
كانت مارجريت لورانس من الكتّاب المحبوبين والمحترمين حتى آخر مسيرتها الأدبية، بدأت لورانس بكتابة القصص القصيرة في مراهقتها في نيباوا. من أوائل أعمالها المنشورة «أرض أبانا» التي طُرحت لمسابقة أقامتها وينيبيغ فري بّريس. تحتوي قصتها على أول ظهور لاسم «ماناواكا» (قرية كندية خيالية استخدمتها في العديد من أعمالها اللاحقة). بعد زواجها بفترة قصيرة أصبحت مارجريت تكتب بغزارة، كما فعل زوجها. نشرت أثناء تواجدها في أفريقيا كل عمل روائي في المجلات الدورية الأدبية، لكن واصلت مارجريت الكتابة وتوسيع آفاقها. تأثرت رواياتها المبكرة بكونها من ضمن الأقليات في أفريقيا. أظهرت رواياتها شعورًا قويًا بالرموز المسيحية والاهتمام الأخلاقي كونها شخصًا أبيضًا في دولة مُستعمرة.
كتبت بعد عودتها إلى كندا ذا ستون إنجل (1964)، وهي من أشهر روايتها الأدبية. تقع أحداث الرواية في قرية صغيرة لمانيتوبا الخيالية تُدعى ماناواكا، تروي القصة فتاة بعمر التاسعة عشرة تُدعى هاجر شيبلي، يتناوب في الرواية أحداث تحصل في حاضرها مع ذكريات من حياتها. في وقت لاحق طُلبت الرواية في العديد من أنظمة مدارس وجامعات أمريكا الشمالية. كتبت لورانس أربعة أعمال أدبية أخرى تدور أحداثها حول قرية ماناواكا.

## جوائز
حصلت على جوائز منها:
- جائزة مولسون [الإنجليزية]‏ (1974)
- شريك وسام كندا.

## وصلات خارجية
- مارجريت لورانس على موقع IMDb (الإنجليزية)
- مارجريت لورانس على موقع الموسوعة البريطانية (الإنجليزية)
- مارجريت لورانس على موقع ميوزك برينز (الإنجليزية)
- مارجريت لورانس على موقع قاعدة بيانات الفيلم (الإنجليزية)

- مارجريت لورانس في قاعدة بيانات الأفلام على الإنترنت